# مایکو کانو
مایکو کانو (انگلیسی: Maiko Kano؛ زادهٔ ۵ ژوئیهٔ ۱۹۸۸) بازیکن والیبال اهل ژاپن است.
از باشگاه‌هایی که در آن بازی کرده‌است می‌توان به هیسامیتسو اسپرینگز اشاره کرد.